# Municipio de Potsdam
El municipio de Potsdam (en inglés: Potsdam Township) es un municipio ubicado en el condado de Dickey en el estado estadounidense de Dakota del Norte. En el año 2010 tenía una población de 38 habitantes y una densidad poblacional de 0,43 personas por km².

## Geografía
El municipio de Potsdam se encuentra ubicado en las coordenadas 46°14′14″N 98°42′4″O / 46.23722, -98.70111. Según la Oficina del Censo de los Estados Unidos, el municipio tiene una superficie total de 89.38 km², de la cual 89,27 km² corresponden a tierra firme y (0,12 %) 0,11 km² es agua.

## Demografía
Según el censo de 2010, había 38 personas residiendo en el municipio de Potsdam. La densidad de población era de 0,43 hab./km². De los 38 habitantes, el municipio de Potsdam estaba compuesto por el 97,37 % blancos y el 2,63 % eran de una mezcla de razas. Del total de la población el 0 % eran hispanos o latinos de cualquier raza.